# Krzemieńce (Jerzmanowice)
Krzemieńce – część wsi Jerzmanowice w Polsce położona w województwie małopolskim, w powiecie krakowskim, w gminie Jerzmanowice-Przeginia.
W latach 1975–1998 Krzemieńce administracyjnie należały do województwa krakowskiego.